# Nhà tổ chức biểu diễn nghệ thuật
Nhà tổ chức biểu diễn nghệ thuật hay ban tổ chức biểu diễn nghệ thuật (tiếng Anh: performing arts presenters hay performing arts presenting organizations) là những người tạo điều kiện cho các nghệ sĩ được sáng tạo, giao lưu và biểu diễn nghệ thuật trước công chúng khán giả. Các màn trình diễn nghệ thuật của nghệ sĩ là nằm ngoài khả năng sáng tạo của ban tổ chức.
Đặc trưng điển hình của nhà tổ chức biểu diễn nghệ thuật thể hiện ở ba hình thức:
- Là tổ chức gắn liền với một trường đại học, cao đẳng, học viện hay một cơ sở giáo dục khác, có các màn biểu diễn nghệ thuật thường diễn ra ở ngay trong khuôn viên trường.
- Là phân bộ của ban giám đốc một nhà hát hay phòng hòa nhạc, thường tổ chức biểu diễn nghệ thuật chỉ duy nhất trong không gian của họ.
- Là tổ chức được quản lý độc lập bên ngoài bất kỳ một nhà hát cụ thể nào, nhưng thường đi thuê sân khấu để phục vụ biểu diễn nghệ thuật.

## Các nhà tổ chức biểu diễn nghệ thuật ở Hoa Kỳ
- Thế giới Người nổi tiếng Boston (thành phố Boston, tiểu bang Massachusetts)
- Thế giới Âm nhạc Rockport (thị trấn Rockport, tiểu bang Massachusetts)
- Câu lạc bộ Âm nhạc Đại học (thành phố Ann Arbor, tiểu bang Michigan)
- Đoàn Sân khấu kịch Whitefish (thành phố Whitefish, tiểu bang Montana)
- Trung tâm Nghệ thuật Hopkins (khuôn viên Đại học Dartmouth, thị trấn Hanover, tiểu bang New Hampshire)
- Nhà hát Ca múa nhạc (thị trấn Portsmouth, tiểu bang New Hampshire)